# San Miguel (Surigao del Sur)
San Miguel (Bayan ng San Miguel) är en kommun i Filippinerna. Kommunen ligger på ön Mindanao, och tillhör provinsen Surigao del Sur. Folkmängden uppgår till 27 883 invånare.

## Barangayer
San Miguel är indelat i 18 barangayer.
| - Bagyang - Baras - Bitaugan - Bolhoon - Calatngan - Carromata - Castillo - Libas Gua - Libas Sud | - Magroyong - Mahayag (Maitum) - Patong - Poblacion - Sagbayan - San Roque - Siagao - Tina - Umalag |